# Vijfdradige meun
De vijfdradige meun of zeepuitaal (Ciliata mustela) is een vis uit de orde van de kabeljauwachtigen. Volgens FishBase behoort hij tot een aparte familie, de Lotidae (kwabalen), maar volgens ITIS is dit een onderfamilie van de kabeljauwen (Gadidae).

## Beschrijving
De vijfdradige meun is een vrij kleine soort, die gemiddeld 17 tot 20 cm is en hoogstens 25 cm wordt. De rug is donkerbruin en de flanken en buik zijn licht grijsbruin. Hij heeft twee rugvinnen, de eerste met één lange vinstraal en 50-60 zeer korte vinstralen en daarachter een tweede lange rugvin met 45-56 vinstralen. Verder een lange aarsvin met 40-46 vinstralen. De vis heeft vijf tastdraden, één aan de kin en twee bij de voorste neusgaten en twee op de bovenlip.

## Verspreiding en status
De vijfdradige meun komt voor in het Noordoostelijk deel van de Atlantische Oceaan tot bij Lissabon. Verder langs de Noorse kust, bij IJsland, rond de Britse Eilanden en in de Noordzee.
De vis heeft een voorkeur voor rotsige bodems, maar komt ook voor op zandige zeebodems of bodems met modder en schelpresten op een diepte tussen 10 en 120 meter. De vijfdradige meun komt algemeen voor langs de kusten van de Lage Landen. Vissen die in het voorjaar en de zomer in de Waddenzee verblijven, trekken in de late herfst naar de Noordzee en komen weer terug in het voorjaar. Trends in het voorkomen van de vijfdradige meun worden sinds 1997 door de stichting ANEMOON met behulp van waarnemingen door sportduikers in de Oosterschelde en het Grevelingenmeer bijgehouden.